# Hyenovití
Hyenovití (Hyaenidae) je malá čeleď šelem. Způsobem života a vzhledem připomínají psovité, i když jsou fylogeneticky bližší kočkovitým a především cibetkovitým. Jsou to středně velcí masožravci obývající Afriku, Blízký východ a Indický subkontinent.

## Charakteristika
Pro hyeny je typická velká hlava, široký čenich a silné čelisti, vztyčené uši a pánevní končetiny, které jsou kratší než hrudní, hyenovití proto mají typický svažující se hřbet. Drápy jsou tupé a nezatažitelné, většina hyen má na všech končetinách čtyři prsty, výjimku tvoří hyenka hřivnatá, která má na předních končetinách prstů pět. Ocas bývá huňatý. Srst je hnědavá, často skvrnitá nebo pruhovaná.
Hyenovití jsou známí jako mrchožrouti, ze čtyř recentních (žijících) druhů se však mršinami živí jen dva – hyena žíhaná a hyena čabraková. Hyena skvrnitá je naproti tomu inteligentním predátorem, hyenka hřivnatá se pak živí téměř výhradně termity.

## Evoluce hyenovitých
Nejbližšími příbuznými hyen jsou cibetky, ze kterých se hyenovití vyvinuli. Prvním zástupcem byl Protictitherium a Plioviverrops, který žil asi před 17–18 miliony let ve spodním miocénu. Už záhy poté se oddělila linie vedoucí k hyenkám.
V miocénu žilo velké množství hyenovitých, přizpůsobených jak životu na stromech, tak rychlému běhu za kořistí. Mezi tyto hyeny, s čelistmi schopnými drtit kosti, patřily rody Adcrocuta, Pachycrocuta a Percrocuta. Hyena Pachycrocuta brevirostris byla největším druhem hyeonovitých vůbec – vážila v průměru okolo 110 kg. Na konci miocénu však většina hyen vyhynula, možná kvůli konkurenci tvořené psovitými šelmami.
Předkem všech hyen je rod Leecyaena ze spodního pliocénu. Gepardům podobná hyena rodu Chasmaporthetes se dostala i do Severní Ameriky, vyhynula však během prvních dob ledových. Evropská hyena jeskynní (Crocuta spelaea) pak vymřela společně s ostatními druhy eurasijské megafauny po konci poslední doby ledové.